# Reeducation
Reeducation (oder Re-Education, englisch für „Umerziehung“) nennt man die von den Alliierten im Zusammenhang mit der Entnazifizierung geplante und durchgeführte demokratische Bildungsarbeit im gesamten Nachkriegsdeutschland und in Österreich.
Die ursprünglich US-amerikanische Bezeichnung benutzt man heute auch als Oberbegriff für die in anderen Besatzungszonen mit anderen Begriffen bezeichnete Umerziehung zur Überwindung des Nationalsozialismus: Das Programm hieß Reconstruction bei den Briten, mission civilisatrice bei den Franzosen und „antifaschistisch-demokratische Umgestaltung“ in der Sowjetischen Besatzungszone (SBZ). In der US-Zone änderten sich Konzept und Begriff später zu Reorientation (oder Re-Orientation).

## „Reeducation“ und „Reorientation“ in Deutschland

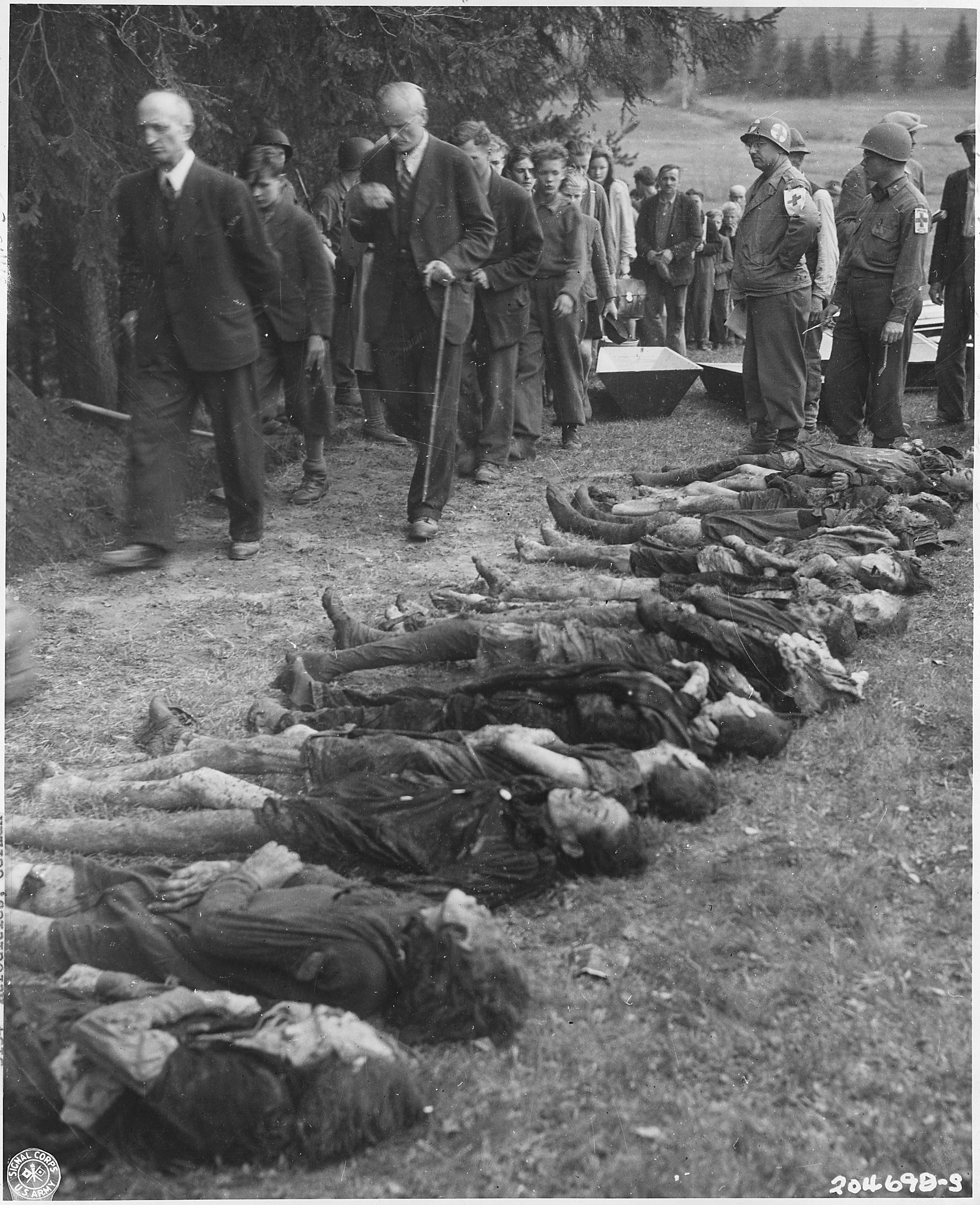
Im Rahmen der Reeducation wurden 1945 in der amerikanischen Zone deutsche Bürger zwangsweise mit ihren Kriegsverbrechen konfrontiert: Das Bild zeigt 30 tote jüdische Frauen in der Nähe der tschechischen Grenze, die bei einem von der SS forcierten Gewaltmarsch verhungerten

Es lag im Sicherheitsinteresse der Sieger, ihre Bevölkerung künftig vor Bedrohungen durch von Deutschland ausgehende aggressive Handlungen nachhaltig zu schützen. Weder eine zu nachgiebige, laue Haltung war opportun, noch eine Fesselstrategie nach dem Vorbild des Vertrags von Versailles. Daher erwies sich eine kontrollierte, langfristig angelegte Überzeugungs- und Anleitungsstrategie nach dem best practice Vorbild in den Gesellschaften der Siegerstaaten, insbesondere der Briten, als mehrheitsfähig für die künftige Art des Umgangs mit Deutschland. Also eine Art von Mittelweg.
Allen Besatzungsmächten gemeinsam war der Wunsch, Deutschland nach dem Ende der Zeit des Nationalsozialismus zu einer anderen Gesellschaft umzuformen. Die Bildungspolitik sollte ein wichtiger Baustein in diesem Prozess sein.
Zu unterscheiden sind bei der Reeducation kurzfristige Maßnahmen, die sich v. a. an die erwachsene Bevölkerung richteten, und langfristige Maßnahmen, welche durch eine besondere Bildungspolitik die Umerziehung der jüngeren Generation sowie der Nachfolgegenerationen sicherstellen sollten.
Unmittelbar nach dem Krieg versuchten die Westalliierten, besonders die Briten und US-Amerikaner, durch politische Bildung ein Fortleben der nationalsozialistischen Ideologien zu verhindern. Die Reeducation nutzte Podiumsdiskussionen und Gespräche, Filmvorführungen, Hörfunksendungen und Artikel in Zeitschriften. In den Anfängen wurden vereinzelt Informationsveranstaltungen durchgeführt, bei denen die Teilnahme zum Teil mit Privilegien (z. B. größere Essensrationen oder Freigabe von Lebensmittelkarten nur für Teilnehmer) verbunden war. Nach der Befreiung des Konzentrationslager Buchenwald ließ der damalige US-amerikanische Kommandant tausend Einwohner der Stadt Weimar zwangsweise durch das Lager führen. Ab 1946 wurde der Schwerpunkt von der Abschreckung durch Aufklärung über NS-Verbrechen auf die Vermittlung positiver Inhalte verschoben (Reorientation). Dabei ging es um den Umbau der westalliierten Besatzungszonen in einen demokratischen deutschen Staat westlicher Prägung.
Für den langfristigen Aufbau demokratischer politischer Bildung wurden vor allem Medien, Bildung und Kultur genutzt. Die durch den beginnenden Kalten Krieg bedingte Realpolitik bewirkte vor allem in den westlichen Zonen, dass viele der Maßnahmen frühzeitig abgeschwächt oder eingestellt wurden. Dennoch wirkten sie in manchen Bereichen auch weit über die Gründung der Bundesrepublik hinaus.

### Medien
Massenmedien boten den wichtigsten Zugang zu den Bevölkerungsteilen, die nicht mehr in der Ausbildung waren, und spielten daher neben der Bildungspolitik die wichtigste Rolle bei der Reeducation.
Die Rundfunkstationen, die nach Kriegsende entstanden, standen zunächst unter direkter Kontrolle der Militärregierungen. Die Briten begannen als erste damit, Deutsche an der Programmgestaltung zu beteiligen und die Zensur zu lockern.
Als Gegenmodell zu den zentral vom Propaganda-Ministerium gesteuerten Medien der NS-Zeit sollten die Sender in deutsche Kontrolle übergehen, dabei aber dezentral und von staatlicher Kontrolle unabhängig bleiben. Als Vorbild sollte die BBC dienen. Dies stieß auf Widerstand bei den Deutschen. Als Kompromiss entstanden schließlich die öffentlich-rechtlichen Sendeanstalten mit paritätisch besetzter Kontrollinstanz (Rundfunkrat). Durch die einzelnen Besatzungszonen kam es automatisch zu einer gewissen Dezentralisierung des Rundfunks. Die so entwickelte Grundstruktur für den Rundfunk hat im Wesentlichen bis heute Bestand.
Nach wenigen Monaten begannen die Sowjets und Amerikaner, Lizenzen für deutsche Zeitungen auszugeben. Ein Vorläufer dieser Zeitungen waren die bereits seit Januar 1945 verlegten Aachener Nachrichten. Jeder Lizenzvergabe ging ein intensives Prüfungsverfahren voraus, und die Zeitungen standen auch dann noch unter Zensur durch die Alliierten. Die liberalste Lizenzpolitik wurde von den Briten betrieben, die mit Hinblick auf die Wiedereinführung der Demokratie auch als erste darauf drängten, dass die Verteilung möglichst paritätisch und nicht nur persönlich orientiert erfolgen sollte. In der amerikanischen Besatzungszone blieben zunächst die Vertrauenswürdigkeit und eine politisch unbelastete Vergangenheit der Antragsteller eine Voraussetzung für die Lizenzerteilung. Spätestens ab 1947 waren schließlich in allen drei Westzonen starke, eigenständige Zeitungen gewollt; denn eine direkte Zensur ließ sich nicht mit den demokratischen Vorstellungen von Pressefreiheit vereinbaren. In der sowjetischen Zone wurde die Zensur allerdings zum Mittel, um die Presse auf die neue ideologische Linie zu zwingen.
Viele der heute noch bedeutenden Tageszeitungen gehörten zu diesen Lizenzzeitungen der ersten Stunde (Frankfurter Rundschau, Süddeutsche Zeitung). Im Geiste der neuen Medienpolitik durften bald auch Zeitschriften (Der Spiegel, Januar 1947) und Wochenzeitungen (Die Zeit, Februar 1946) gegründet werden, die heute noch die Presselandschaft in Deutschland prägen.

### Grundlage
In seinem 1946 erlassenen Befehl Nr. 4 ordnete der Alliierte Kontrollrat die Aussonderung und Vernichtung von Literatur und Werken nationalsozialistischen und militaristischen Charakters an; während eine begrenzte Anzahl davon von der Vernichtung ausgenommen wurde, damit für politik- und geschichtswissenschaftliche Zwecke Einsicht in sie genommen werden kann.

### Planung und Umsetzung
Für die langfristige Umerziehung Deutschlands besaß die Umgestaltung des Bildungssystems hohe Priorität. Schon während des Krieges hatten die späteren Besatzungsmächte daher, teilweise auf gemeinsamen Konferenzen, mehr oder weniger umfangreiche Vorbereitungen für dementsprechende Maßnahmen getroffen.
Die konkreten Planungen und Durchführungen der Maßnahmen zum Bildungssystem unterschieden sich dennoch bei den einzelnen Alliierten in ihren Besatzungszonen:

#### US-amerikanische Besatzungszone
Die USA wollten nach Kriegsende zunächst alle Schulen in Deutschland schließen, Partei- und SS-Schulen sollten komplett abgeschafft werden. Nach der Entnazifizierung des Lehrpersonals, der Lehrpläne und aller Unterrichtsmaterialien sollten die Volks-, Mittel- und Berufsschulen schnellstmöglich wiedereröffnet werden. Für Universitäten und höhere Schulen sollte der Alliierte Kontrollrat dann Programme entwickeln. Die Dauer wurde von US-Präsident Eisenhower auf rund 50 Jahre harte Arbeit eingeschätzt. US Army General Lucius D. Clay, Militärgouverneur der amerikanischen Regierung in Deutschland von 1947 bis 1949, vertrat die Ansicht, die Besatzung müsse für mindestens eine Generation aufrechterhalten werden, wenn die vorgegebenen Ziele erreicht werden sollten.

#### Britische Besatzungszone
Die Briten wollten nach der Entnazifizierung „zuverlässige“ Deutsche am Wiederaufbau (Reconstruction) des deutschen Bildungssystems beteiligen. Darüber hinaus gab es kaum konkrete Pläne.

#### Französische Besatzungszone
Frankreich plante, nach der Entnazifizierung langfristig das französische Schulsystem in der französischen Besatzungszone einzurichten. Konkrete Pläne für die unmittelbare Nachkriegszeit bzw. „Nachdiktaturzeit“ fehlten aber ebenfalls weitgehend.

#### Sowjetische Besatzungszone
Die weitestgehenden Pläne gab es in der Sowjetunion, da sie im besetzten Deutschland den Sozialismus nach eigenem Vorbild in vollem Umfang einführen wollte. Zu den geplanten Maßnahmen gehörten: Verstaatlichung der Industrie und Bodenreform; Entfernen aller NS-belasteten und politisch „unzuverlässigen“ Personen aus öffentlichen Dienstverhältnissen und deren Ersetzung durch Personen mit kommunistischer, sozialdemokratischer oder zumindest antifaschistischer Gesinnung, nach Möglichkeit durch entsprechende Verfolgte des Naziregimes; Einführung der Einheitsschule; neue Schulverwaltung, neue Lehrbücher und Unterrichtsumgestaltung waren schon während des Krieges in Vorbereitung.

#### Bildungspolitik zwischen 1945 und 1949
In allen Zonen waren die Schulen sofort nach der Besetzung geschlossen worden. Die primären Probleme (Wohnungsnot, Lebensmittelversorgung, Flüchtlingszustrom etc.) der Militärverwaltungen sowie der Mangel an qualifiziertem Personal ließ Fragen der Bildungspolitik, trotz allseitig bekundeter Wichtigkeit, häufig in den Hintergrund treten. Der ideologisch begründete Stillstand im Alliierten Kontrollrat führte zudem zu einer weitgehenden Autonomie der Zonen, auch wenn die Alliierten eine gemeinsame Richtlinie für die Umerziehung entworfen hatten.

#### Konkrete Maßnahmen in den einzelnen Zonen
Die konkret durchgeführten Maßnahmen zur Umerziehung in den einzelnen Besatzungszonen waren
in der sowjetischen Besatzungszone
- „Erneuerung der Lehrerschaft“ durch Entlassung aller NS-belasteten Lehrer; Einstellung neuer Lehrer, die während der NS-Zeit verfolgt oder aus dem Schuldienst entlassen worden waren; Neulehrer-Ausbildung in 4–8-monatigen Kursen.
- Abschaffung der NS-Schulbücher und der Bücher aus der Weimarer Zeit; neue Schulbücher waren schon im Krieg vorbereitet worden oder wurden schnell erstellt.
- Lehrpläne waren zunächst provisorisch, dann komplett umgestaltet von politisch „unbedenklichen“, dem Antifaschismus verpflichteten Lehrern.
- Wiedereröffnung der Schulen schon am 1. Oktober 1945.
- Abschaffung aller Privat- und Konfessionsschulen, Religionsunterricht wurde freiwillig.
- Einführung der sozialistischen Einheitsschule mit Einflüssen aus der Reformpädagogik durch die Mitwirkung von Schulreformern aus der Weimarer Republik.
- Die Gründung der SED, die unter starkem sowjetischen Einfluss stand, nahm gesellschaftlichen Gruppen die Möglichkeit, außerparteilich in der Bildungspolitik mitzuwirken.

in der britischen Besatzungszone
- Lehrer wurden in Kategorien eingeteilt entsprechend ihrer politischen Vergangenheit: schwarz (Parteifunktionäre etc.), grau (verdächtige Personen), weiß (unbedenklich). „Schwarze“ Lehrer wurden endgültig entlassen und nur „weiße“ Lehrer sollten unterrichten. Aus Personalmangel wurden ab 1947 „graue“ Lehrer nach sogenannten „Entbräunungskursen“ z. T. wieder eingestellt.
- Gründung pädagogischer Fakultäten an allen Hochschulen, zunächst jedoch Junglehrer-Ausbildung in maximal einjährigen Kursen; Austauschprogramme für Lehrer.
- Anfangs wurden Schulbuch-Nachdrucke aus der Weimarer Zeit und gelegentlich „unbedenkliche“ NS-Bücher benutzt. Dann folgte langsam die Erstellung neuer Bücher durch deutsche Autoren.
- Lehrpläne sollten von NS-Ideologie und Militarismus befreit werden, grundsätzlich aber in deutscher Verantwortung liegen.
- Die Schulen wurden im Herbst 1945 wiedereröffnet (Gründe: Druck durch die Eröffnung der Schulen in der SBZ, befürchtete Verwahrlosung der Jugend), dabei Einführung des dreigliedrigen Schulsystems wie in der Weimarer Zeit.
- Freie Schulbildung, z. T. Lernmittelfreiheit.
- Die Zulassung ausgewählter politischer Parteien (1945) und Gründung der Länder (1946) führten zu verstärkter Einflussnahme deutscher Gesellschaftsgruppen, insbesondere der Kirchen.
- In Schleswig-Holstein und Niedersachsen wurde, durch Zusammenarbeit der SPD mit der britischen Militärverwaltung, die sechsjährige Grundschule eingeführt.
- In der britischen Zone erhielten die Länder als erste Kulturhoheit.
- In mehreren größeren Städten wurden Bibliotheken eingerichtet, die den Namen „Die Brücke“ trugen. In einigen Städten ist dieser Name bis heute erhalten geblieben, z. B. in dem Namen Brücke der Nationen als Beiname für das Kulturamt und die Stadtbibliothek in Oldenburg (Oldb). In anderen Städten wurde die Bezeichnung „Die Brücke“ für fremdsprachliche Bestände öffentlicher Bibliotheken beibehalten, z. B. in Düsseldorf und in Osnabrück.

in der amerikanischen Besatzungszone
Die ergriffenen Maßnahmen glichen größtenteils denen in der britischen Zone. Unterschiedlich waren:
- Beeinflusst durch John Dewey strebten die USA die einheitliche Sekundarstufe nach amerikanischem Vorbild als Mittel zur „Demokratisierung“ an. Dies scheiterte jedoch am massiven Widerstand der Kirchen und der Christdemokraten.[6][7]
- Einführung demokratischer Strukturen an den Schulen (SV)
- Am 3. Juli 1946 eröffnete die Internationale Jugendbuchausstellung in München. Sie war eine Ausstellung von Kinder- und Jugendbüchern und war die erste internationale Ausstellung in Deutschland nach dem Zweiten Weltkrieg.

in der französischen Besatzungszone
- Die Lehrerfrage wurde ähnlich wie in den anderen westlichen Zonen behandelt.
- Bücher aus NS-Zeit wurden verboten; als Ersatz wurden Bücher aus der Schweiz, Luxemburg und Frankreich beschafft (z. T. übersetzt) sowie neue in Auftrag gegeben.
- Abschaffung der deutschen Lehrpläne; französische wurden stattdessen eingesetzt; der Religionsunterricht wurde freiwillig.
- Der Vorbildcharakter der französischen Kultur sollte deutlich werden, ebenso historische Verbindungen zwischen den besetzten Gebieten und Frankreich, Französisch sollte erste Fremdsprache werden.
- Aufnahme des Schulbetriebs im September 1945 nach dem Vorbild der Weimarer Republik.
- Frankreich hatte sich auf eine lange Besatzungszeit eingestellt und plante langfristig die Umstellung auf das französische Schulsystem: religionsunabhängige Einheitsschulen, französisches Notensystem, Zentralabitur. Dagegen gab es starken Widerstand durch deutsche Interessengruppen (v. a. die Kirchen).

#### Gemeinsame Entwicklung der Westzonen

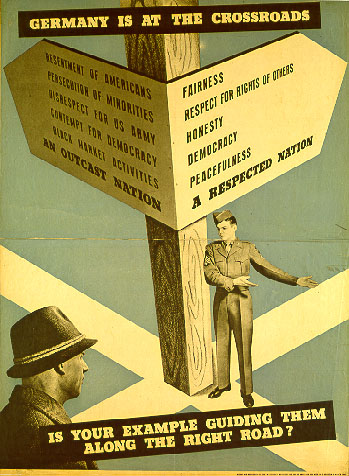
Aufruf zur „Re-orientation“ in der amerikanischen Besatzungszone

Durch die Konstituierung der Länder sowie die sukzessive Abtretung der Kulturhoheit an die Länder gewannen deutsche Interessengruppen schnell Einfluss auf die Bildungspolitik. Dies führte zu einer Festigung des wieder eingeführten dreizügigen Schulsystems Weimarer Prägung.
Großbritannien und Frankreich hatten schwere wirtschaftliche Probleme mit dem Wiederaufbau der eigenen Länder und hatten daher Schwierigkeiten, die Kosten der Besatzung zu tragen. Die USA übernahmen schließlich die Hälfte der Besatzungskosten Großbritanniens und legten den Marshallplan (wirtschaftliche Hilfe für ganz Europa) auf. Dadurch wurden die USA zur dominierenden westlichen Besatzungsmacht, die auch in der Bildungspolitik tonangebend war.
Die USA hatten großes Interesse an einem starken, nichtsozialistischen Deutschland und setzten das Konzept auch bei den anderen Westalliierten durch. Sie zogen sich zunehmend aus der offiziellen innerdeutschen Politik zurück, es folgte 1949 die Gründung der Bundesrepublik Deutschland. Weiterhin fortbestehende westalliierte Rechte in der Bundesrepublik regelte bis 1955 das Besatzungsstatut; einige bestanden weiter bis 1990.
Das Westintegrationskonzept sowie die Fragwürdigkeit einer „Demokratisierung von oben“ führten schon vorher zum Rückzug der Westmächte aus der offiziellen Bildungspolitik in ihren Besatzungszonen.

### Rezeption
Zeitzeugen, die damals Kinder waren, verbinden in ihrer Rückerinnerung die Re-Education mit dem Geschmack von Wrigley-Kaugummis, der Schokolade und der Pulvermilch, dem Duft fein-gebügelter Uniformhemden der US-Soldaten, dem Sound amerikanischer Swingmusik, dem Anblick bislang unbekannter Mode-Utensilien wie Cowboystiefeln und dem Bekanntwerden mit neuen Stoffen, Produkten (wie Coca-Cola) und Erzeugnissen, für die bislang im Nazideutschland bestenfalls Ersatzartikel vorrätig waren, die durch die Mangelwirtschaft bedingt waren. „Für uns hungernde Kinder war das ein paradiesischer Duft, der alle Natureindrücke überdeckte. Er durchzog alles und blieb noch lange mit dem Gefühl des Neubeginns verbunden. Auch die Re-Education schmeckte danach.“

### Kultur
Durch ein hochwertiges Kulturangebot wollte man bei den Deutschen auch ein Besinnen auf die eigene klassische Tradition anregen und über die Kultur eine positive Einstellung zu den neuen politischen Systemen erzeugen. Beispiele für diese Angebote waren u. a. eine Wanderausstellung mit Malereien der französischen Moderne, Shakespeare-Aufführungen (u. a. mit Laurence Olivier), Auftritte des New York City Ballett und des Moskauer Bolschoi-Balletts.

### Folgeentwicklungen nach 1949
Die Einheitsschule der DDR wurde in den 1950er Jahren teilweise ihrer reformpädagogischen Anteile beraubt. Die schnelle und radikale Einführung der Einheitsschule in der SBZ bzw. DDR führte auch zu einer ideologischen Vorbelastung dieser Schulform in der westdeutschen Wahrnehmung. Folglich hatte die Einheitsschule (Gesamtschule) in der bildungspolitischen Diskussion in der Bundesrepublik eine verhältnismäßig schlechtere Position als in anderen Ländern.
Ebenfalls in den 1950er Jahren wurde in den norddeutschen Ländern die sechsjährige Grundschule durch christdemokratische Regierungen wieder abgeschafft.
Obwohl sich alle Besatzungsmächte gegen Privatschulen und konfessionelle Schulen ausgesprochen hatten, schafften es die konservativen Kräfte in Westdeutschland während der Adenauer-Ära durch Beharrlichkeit, diese Schultypen ganz oder teilweise beizubehalten und sogar auszubauen.
In Nordrhein-Westfalen und in Bayern widersetzte sich die katholische Kirche im Verbund mit der CDU bzw. CSU allen Reformbemühungen der Alliierten, so dass es – abgesehen von der Hochschulausbildung der Lehrer und der Schulgeldfreiheit – weitgehend zu einer Restauration der Weimarer Verhältnisse kam.
Bleibendere Wirkung hatten die Maßnahmen der Alliierten im Medienbereich, wenn auch eher strukturell als inhaltlich: Das heutige Pressewesen in Deutschland, insbesondere aber der öffentlich-rechtliche Rundfunk, zeigen noch deutlich die Form, die ihnen zwischen 1945 und 1949 gegeben wurde.
Die rechtlichen Bestimmungen zur Reeducation und Entnazifizierung blieben durch das Grundgesetz unberührt (siehe Art. 139 GG).

## Film
- Germany – Made in USA. Wie US-Agenten Nachkriegsdeutschland steuerten. Dokumentation, Deutschland, 45 Min., 1999, Regie: Joachim Schröder, Produktion: WDR-Nachtkultur, Erstausstrahlung 26. Mai 1999, Inhaltsangabe (Memento vom 25. Dezember 2004 im Internet Archive) des WDR
- Wie werde ich Demokrat? Re-Education durch Film. Dokumentarfilm, im Auftrag des ZDF, in Zusammenarbeit mit Arte. Regie Dieter Reifarth, Absolut Medien 2002, 89 Min. Als DVD 2014, UT Deutsch, Englisch, Französisch. Enthält Auszüge aus der amerikanisch-britischen Wochenschau „Welt im Film“ sowie aus Lehr-, Propaganda- und Dokumentarfilmen der Zeit. ISBN 3-8488-4037-5 (genauer Inhalt, verwendetes Material)
- Overgames. Essay-Dokumentarfilm, Lutz Dammbeck, 164 Minuten 2015 – arbeitet sich am Thema Re-Education ab und versucht die dürftige Quellenlage kulturhistorisch interpretativ einzuordnen